# Edda Barends
 (février 2019).
Si vous disposez d'ouvrages ou d'articles de référence ou si vous connaissez des sites web de qualité traitant du thème abordé ici, merci de compléter l'article en donnant les références utiles à sa vérifiabilité et en les liant à la section « Notes et références ».
Edda Barends, née le 7 avril 1942 à Amsterdam,, est une actrice néerlandaise.

## Filmographie

### Cinéma et téléfilms
- 1969 : 't Schaep met de 5 pooten (nl) : Rosita Lefèvre
- 1972 : La Petite Arche (The Little Ark) : L'infirmière Winters
- 1973 : Waaldrecht (nl) : Marian
- 1975 : Esther : Froukje
- 1977 : Raven onderweg : Gerda
- 1979 : Liefde half om half (nl) : Mary Featherstone
- 1980 : De reünie (nl) : Eefje de Jong
- 1982 : Le Silence autour de Christine M. (De stilte rond Christine M.) : La femme au foyer
- 1982 : Het verleden (nl) : La femme de Harry
- 1984 : Gebroken spiegels (nl) : Bea
- 1985 : Een sneeuw : Bibi
- 1986 : L'assaut : La mère de Steenwijk
- 1988 : Journal d'Anne Frank : Lotte Dussel
- 1989 : Medisch Centrum West (nl) : Mathilde Bakker
- 1990 : Moffengriet – Liebe tut, was sie will (de) : Mutter de Jong
- 1990 : Hoogvliegers (nl) : La maman
- 1990 : My Blue Heaven (nl) : Mme Van de Broeck
- 1990 : Mag het iets meer zijn? (nl) : Hansje Bras
- 1992 : Suite 215 : Saskia
- 1992 : Zaterdagavond Cafe : Anja Pieters
- 1993-1994 : Pleidooi (nl) : Mudde, la procureur de la république
- 1995 : Eindeloos leven : Marianne
- 1995 : Vrouwenvleugel (nl) : La mère de Stoker
- 1995 : Bureau Kruislaan (nl) : Trudy Kervel
- 1996 : L'histoire du samedi : Mme Dinther
- 1996 : Charlotte Sophie Bentinck (nl) : Cordier
- 1997 : Vijf uur eerder : La mère de Rik
- 1997 : Kind aan Huis (nl) : Connie
- 1999 : Blauw blauw (nl) : Dina
- 2000 : Hij en Julia (nl) : La mère de Francien
- 2001 : Baantjer : Hanna
- 2002 : Intensive Care (nl) : Louise Meinen
- 2004 : Stille Nacht (nl) : Mme Dijkstra
- 2006 : Met één been in het graf (nl) : Margot Monter
- 2008 : Wijster (nl) : Jacqueline
- 2011 : Lotus (nl) : Jet
- 2011-2012 : Iedereen is gek op Jack (nl) : Deux rôles (L'invitée du mariage et la mère de Barbara Keizer)
- 2013 : Dokter Tinus : Louise Bongaarts
- 2014 : Celblok H (nl) : Rita Maas
- 2015 : Noord Zuid (nl) : La tante Willemien
- 2019 : Oogappels (nl) : La mère de Erik